# 国学 (琉球王国)
国学（こくがく）とは、琉球王国に設置された最高学府。1798年に尚温王の命によって創立された。

## 概説
琉球王国の人事制度では、官生となって明・清への留学資格を得て、留学をして国子監を出ることで琉球王府における高位高官に就く資格を得ることが出来た。ところが、尚真王の1481年以後、中国系の移民の子孫が占める久米村出身者のみから選ばれるようになって一種の独占階級となっていった。
1794年に幼少で即位した尚温王はこうした仕組に疑問を持ち、国師である蔡世昌（高島親方）とともに官生制度の改革に乗り出すとともに首里に新たな学校を創設しようとした。ところが、これを知った久米村の人々は激しく反発して官生制度改革と学校創設計画を妨害しようとした。特に久米村の出身でありながら一連の改革を主導した蔡世昌は「裏切り者」として糾弾されて屋敷は襲撃された。これに激怒した尚温王は1798年に政府高官を含めた久米村出身者の粛清を断行した（官生騒動）。その後も、久米村の妨害は続き、今度は新しい学校に孔子廟が無い事を理由に反対運動を起こした。このため、当初は公学校所と称した。かくして、1798年9月に公学校所（国学）が開学され、尚温王が学生たちのために「海邦養秀」と書かれた自筆の扁額と直に勧学のための文章（勧学文）を授けた。前者は沖縄戦で失われたが、後者は『国学訓飭士子諭（こくがくししにくんちょくするのゆ）』と称されて、現在に伝えられている。この文章は毎年の開学時に琉球国王が直接学生たちに授けたもので、品行が正しく学業優秀な者は身分を問わずに重く用いることを学生たちに約束して勉学に励むように訓戒している。だが、国学の初代学師に任じられた蔡世昌の姿はそこにはなかった。一連の騒動で心身傷ついた彼は開学を目前に病死したためであった。その後、1801年に尚温王の命令で反対論を退けて「国学」と改称するとともに学師・師匠の上に国学奉行（按司・親方各1名）が設置されるなど整備が進められた（ただし、按司奉行は名誉職で王子が任じられる場合もあった。実際の大学の統轄は親方奉行が行った）。1836年には孔子廟も併設された。
基本的な教科書は四書五経や唐詩合解などであり、後に官生希望者のための論文・呈文などの指導も行った。教授者は講義を担当する講談師匠・清の公用語である官話を担当する官話師匠・門閥子弟を特に担当する按司師匠に分かれ、いずれも官生として成績を修めた者から選ばれて任期は3年とされていた。その下に助教2名と後世の大学院生に相当する再学3名が設置されて師匠を補佐した。以後、琉球処分による閉鎖まで多くの人材を育て、身分の低い者の中からも官生として国子監に派遣されて帰国後に登用された者もいた。